# Liste der Präsidenten des spanischen Senats
Der Präsident des spanischen Senats (spanisch: Presidente del Senado de España) ist der Vorsitzende des spanischen Senats, dem Oberhaus des spanischen Parlaments Cortes Generales. Das Amt wurde 1978 von Artikel 72, Absatz 2 der Verfassung des Königreichs Spanien geschaffen.
Der derzeitige Präsident ist Pedro Rollán, der den Wahlkreis Madrid vertritt.

## Liste der Präsidenten des spanischen Senats
| Beginn                     | Ende | Name                                                    | Partei                 |
| -------------------------- | ---- | ------------------------------------------------------- | ---------------------- |
| Herrschaft Isabellas II.   |      |                                                         |                        |
| 1837                       | 1840 | Jose María Moscoso de Altamira Quiroga, conde de Fontao |                        |
| 1840                       | 1842 | Ildefonso Díez de Rivera, conde de Almodóvar            |                        |
| 1842                       | 1843 | Álvaro Gómez Becerra                                    |                        |
| 1843                       | 1844 | Mauricio Carlos de Onís                                 |                        |
| 1844                       | 1845 | Jose María Moscoso de Altamira Quiroga, conde de Fontao |                        |
| 1845                       | 1846 | Manuel Pando y Fernández-Pinedo, marqués de Miraflores  |                        |
| 1846                       | 1847 | Manuel de la Pezuela y Ceballos                         |                        |
| 1847                       | 1851 | Manuel Pando y Fernández-Pinedo, marqués de Miraflores  |                        |
| 1851                       | 1852 | Manuel de la Pezuela y Ceballos                         |                        |
| 1852                       | 1853 | Manuel Pando y Fernández-Pinedo, marqués de Miraflores  |                        |
| 1853                       | 1853 | Joaquín Ezpeleta y Enrile                               |                        |
| 1853                       | 1854 | Manuel de la Pezuela y Ceballos                         |                        |
| 1858                       | 1865 | Manuel Gutiérrez de la Concha, marqués del Duero        |                        |
| 1865                       | 1866 | Francisco Serrano Domínguez, duque de la Torre          |                        |
| 1866                       | 1868 | Manuel Pando y Fernández-Pinedo, marqués de Miraflores  |                        |
| Herrschaft Amadeus’ I.     |      |                                                         |                        |
| 1871                       | 1872 | Francisco Santa Cruz                                    | Partido Constitucional |
| 1872                       | 1873 | Laureano Figuerola Ballester                            | Partido Constitucional |
| Herrschaft Alfons’ XII.    |      |                                                         |                        |
| 1876                       | 1882 | Manuel García Barzanallana                              | Partido Conservador    |
| 1881                       | 1883 | José Gutiérrez de la Concha, marqués de La Habana       | Partido Liberal        |
| 1883                       | 1884 | Francisco Serrano Domínguez, duque de la Torre          | Izquierda Dinástica    |
| 1884                       | 1885 | Francisco Javier Arias Dávila y Matheu                  | Partido Conservador    |
| Herrschaft Alfons’ XIII.   |      |                                                         |                        |
| 1885                       | 1886 | Arsenio Martínez-Campos                                 | Partido Liberal        |
| 1886                       | 1891 | José Gutiérrez de la Concha, marqués de La Habana       | Partido Liberal        |
| 1891                       | 1893 | Arsenio Martínez-Campos                                 | Partido Liberal        |
| 1893                       | 1894 | José Gutiérrez de la Concha, marqués de La Habana       | Partido Liberal        |
| 1894                       | 1896 | Eugenio Montero Ríos                                    | Partido Liberal        |
| 1896                       | 1898 | José Elduayen, marqués del Pazo de la Merced            | Partido Conservador    |
| 1898                       | 1899 | Eugenio Montero Ríos                                    | Partido Liberal        |
| 1899                       | 1900 | Arsenio Martínez-Campos                                 | Partido Liberal        |
| 1900                       | 1901 | Marcelo Azcárraga Palmero                               | Partido Conservador    |
| 1901                       | 1903 | Eugenio Montero Ríos                                    | Partido Liberal        |
| 1903                       | 1905 | Marcelo Azcárraga Palmero                               | Partido Conservador    |
| 1905                       | 1907 | José López Domínguez                                    | Partido Liberal        |
| 1907                       | 1910 | Marcelo Azcárraga Palmero                               | Partido Conservador    |
| 1910                       | 1914 | Eugenio Montero Ríos                                    | Partido Liberal        |
| 1914                       | 1915 | Marcelo Azcárraga Palmero                               | Partido Conservador    |
| 1915                       | 1916 | Joaquín Sánchez de Toca y Calvo                         | Partido Conservador    |
| 1916                       | 1918 | Manuel García Prieto, marqués de Alhucemas              | Partido Liberal        |
| 1918                       | 1919 | Alejandro Groizard y Gómez de la Serna                  | Partido Liberal        |
| 1919                       | 1921 | Manuel Allendesalazar y Muñoz de Salazar                | Partido Conservador    |
| 1921                       | 1923 | Joaquín Sánchez de Toca y Calvo                         | Partido Conservador    |
| 1923                       | 1923 | Álvaro de Figueroa y Torres, conde de Romanones         | Partido Liberal        |
| Herrschaft Juan Carlos’ I. |      |                                                         |                        |
| 1977                       | 1979 | Antonio Fontán Pérez                                    | UCD                    |
| 1979                       | 1982 | Cecilio Valverde Mazuelas                               | UCD                    |
| 1982                       | 1989 | José Federico de Carvajal Pérez                         | PSOE                   |
| 1989                       | 1996 | Juan José Laborda Martín                                | PSOE                   |
| 1996                       | 1999 | Juan Ignacio Barrero Valverde                           | PP                     |
| 1999                       | 2002 | Esperanza Aguirre Gil de Biedma                         | PP                     |
| 2002                       | 2004 | Juan José Lucas Giménez                                 | PP                     |
| 2004                       | 2011 | Francisco Javier Rojo García                            | PSOE                   |
| 2011                       | 2014 |                                                         | PP                     |
| Herrschaft Felipes VI      |      |                                                         |                        |
| 2014                       | 2019 | Pío García-Escudero Márquez                             | PP                     |
| 2019                       | 2019 | Manuel Cruz Rodriguez                                   | PSOE                   |
| 2019                       | 2021 | Maria Pilar Llop Cuenta                                 | PSOE                   |
| 2021                       | 2023 | Ander Gil Garcia                                        | PSOE                   |
| 2023                       |      | Pedro Rollan                                            | PP                     |